# Smrk Maximovičův
Smrk Maximovičův (Picea maximowiczii) je druh jehličnatého stromu původem z Japonska.

## Popis
Jedná se o strom, který dorůstá až 30 m výšky a průměru kmene až 1 m.. Borka je šedohnědá. Větvičky jsou světle šedohnědé, lysé a rýhované. Jehlice jsou na průřezu čtyřhranné, asi 1–2 cm dlouhé a 1 mm široké na průřezu, na vrcholu špičaté, temně zelené barvy. Samčí šištice jsou válcovité, bledě hnědé. Samičí šišky jsou za zralosti hnědé, převislé, podlouhlé až válcovitě podlouhlé, asi 4–7 cm dlouhé a asi 1,5–2 cm široké. Šupiny samičích šišek jsou za zralosti okrouhlé až obvejčité, celokrajoné, asi 7–13 mm dlouhé a široké. Semena jsou šedohnědá, asi 4 mm dlouhá a 2 mm široká, křídla jsou obvejčitá, bledě hnědá, asi 6–8 m dlouhá a 3–4 mm široká.

## Rozšíření
Endemit hor ostrova Honšú v Japonsku, znám z pohoří okolo Chichibu, pohoří Yatsugatake a hory Senjogatake, kde roste v nadmořských výškách 1100-2000 m. Také udáván z horských lesů hory Fudži. Ve volné přírodě to je ohrožený druh stromu. Druh byl pojmenován po Karlu Maximovičovi (rusky: Карл Иванович Максимович), což byl kurátor herbáře v Petrohradu.

## Využití
Pěstován jako okrasný strom. Ve střední Evropě se s ním setkáme jen výjimečně, především v dendrologických sbírkách. V České republice je udáván z Průhonic.